# Wrzesiny (Lubusz)
Pour les articles homonymes, voir Wrzesiny.
Wrzesiny (prononciation : [vʐɛˈɕinɨ]) est un village polonais de la gmina de Brzeźnica dans le powiat de Żagań de la voïvodie de Lubusz dans l'ouest de la Pologne.
Il se situe à environ 4 kilomètres au sud-est de Brzeźnica (siège de la gmina), 13 kilomètres au nord-est de Żagań (siège de le powiat) et 28 kilomètres au sud de Zielona Góra (siège de la diétine régionale).

## Histoire
Après la Seconde Guerre mondiale, avec les conséquences de la Conférence de Potsdam et la mise en œuvre de la ligne Oder-Neisse, le village est intégré à la République populaire de Pologne. La population d'origine allemande est expulsée et remplacée par des polonais.
De 1975 à 1998, le village appartenait administrativement à la voïvodie de Zielona Góra.

Depuis 1999, il appartient administrativement à la voïvodie de Lubusz.